# Khaled Al-Hazaa
Khaled Al-Hazaa (2 dicembre 1971) è un ex calciatore saudita, di ruolo centrocampista.